# La transfiguración (Bellini, Nápoles)
La transfiguración es un cuadro realizado al óleo sobre tabla por el pintor renacentista italiano Giovanni Bellini. Mide 116 cm de alto y 154 cm de ancho. Está datado hacia 1480. Se conserva en el Museo de Capodimonte de Nápoles.
La obra está firmada “IOANNES BELLI(NVS)” sobre un cartellino que está sobre la valla de madera
La tela representa el episodio bíblico de la Transfiguración en el que Jesucristo revela su naturaleza divina a tres discípulos (Pedro, Santiago y Juan). Sobre este mismo tema de La transfiguración, Giovanni Bellini realizó otro cuadro, en 1455 y que se conserva actualmente en el Museo Correr de Venecia.

Las hojas del árbol que queda a la derecha, y los rostros de Pedro y Santiago son el resultado de una antigua restauración.
Destaca en esta obra el tratamiento de la luz que baña la composición, dulcificando el relieve de los planos del campo.